# 포스 로드 교

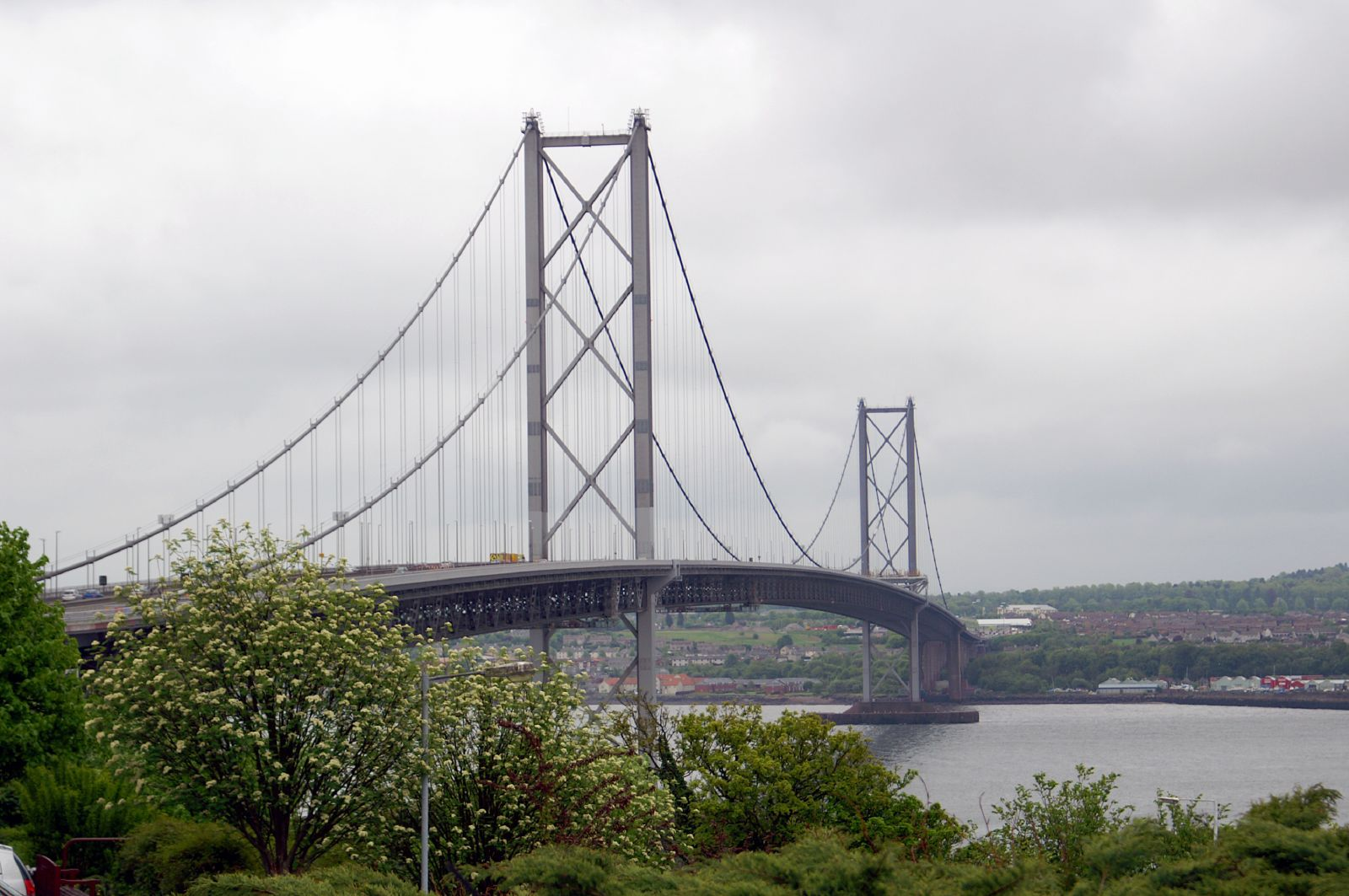
포스 로드 교

포스 로드 교(Forth Road Bridge)는 스코틀랜드 에든버러와 파이프를 연결하는 다리이다.

## 같이 보기
- 가장 긴 현수교 목록